# 阮玉閒家
福林公主阮玉閒家（越南语：／；？年—1925年），越南阮朝育德帝次女，生母不詳。

## 生平
嗣德年間，阮玉閒家在順化京城出生。成泰九年（1897年）正月，成泰帝封閒家為福林公主，并將她下嫁綏盛郡公張登桂之孫、駙馬都尉張光柱第五子張光楮。啟定十年（1925年）九月，公主去世，諡美淑。
福林公主育有一子二女。